# Последња анализа
Последња анализа (енгл. Final Analysis) је амерички психолошки неоноар трилер филм из 1992. године.
Ајзак, психијатар, има аферу са сестром своје пацијенткиње Хедер. Проблем је што је Хедер удата за мафијаша. Оно што следи је убиство, суђење и бројне преваре.

## Радња
У Сан Франциску, фројдовски психијатар Ајзак Бар лечи Дијану Бејлор, жену са опсесивно-компулзивним поремећајем која пати од застрашујућих сећања из детињства која укључују слике њеног пијаног оца и његове смрти у пожару. Ајзак почиње да брине због Дајанине опсесивне навике да проверава пиштољ који јој је дала њена сестра. Дијана позива Ајзака да упозна њену сестру, Хедер Еванс, која зна ствари о њеним родитељима које могу да расветле њене неурозе. Хедер му каже да је Дајану сексуално злостављао њихов отац и пориче да јој је дала пиштољ. Она му каже да је несрећно удата за гангстера Џимија Еванса, којег мрзи и кога се плаши. Исак признаје да је сматра неодољивом и да имају секс. Хедер признаје да су она и Дајанина мајка отишле након што је Дајану силовао њихов отац. Након тога, њихов отац је погинуо у пожару за који је полиција сумњала да га је изазвала Дајан. Хедер је заштитила своју сестру, која је од тада блокирала сећање из свог сећања.
Током вечере са Џимијем, Хедер глуми тровање алкохолом пијењем вина и потом је одведена у болницу. Опоравља се у хитној и шуња се са Ајзаком до напуштеног светионика у близини моста Голден Гате. Док се пење степеницама на балкон, она случајно испушта ташну и ослобађа металну ручку коју држи у самоодбрани. Одлучујући да помогне Хедер да напусти свог мужа, Исак тражи од свог пријатеља, адвоката Мајка О'Брајена, да истражи Џимијеве незаконите активности. Мајк обавештава Исака да је Џими под федералном истрагом за више финансијских злочина. Он упозорава Ајзака да се клони гангстерове жене, али заљубљени Исак прати њу и Џимија у ресторан. Жалећи се да се не осећа добро, Хедер рано напушта ресторан, а Ајзак је вози кући. Касније те ноћи, она пије лек против кашља, што изазива још једну епизоду интоксикације. Када се Џими врати кући и примора је на секс, она зграби једну од металних ручки и удари га у главу. Џими падне у пуну каду и удави се.
Хедер је ухапшена због сумње да је убила Џимија. Ајзак унајмљује Мајка да је заштити и тражи помоћ стручњака за интоксикацију. Вештак на суду сведочи да су неки од његових пацијената у грлу морбидне интоксикације повредили себе или друге. Захваљујући његовом сведочењу и одсуству оружја за убиство, Хедер је ослобођена кривичне одговорности за убиство Џимија због привремене неурачунљивости, али је осуђена на затворску казну у психијатријској установи, одакле може да буде пуштена за четири до шест недеља, у зависности од закључка лекара. Ајзак је шеф психијатријског одељења у Оверланду и уверава Хедер да ће бити пуштена што је пре могуће. Током састанка, Ајзак чује колегу како држи говор о једном од пацијената Сигмунда Фројда који је стално сањао о аранжирању цвећа, исти сан који му је Дијана описала током претходне сесије. Ајзак схвата да је Дијана измислила ове приче. Наилази на чувара у судници који је препознао Хедер пре њеног суђења, и присећа се да је она често посећивала судницу као гледалац када је Ајзак био сведок одбране. Мајк каже Ајзаку да је Џимијев брат недавно преминуо, чиме је Хедер добила Џимијеву полису животног осигурања од 4 милиона долара. Ајзак одлази у болницу да се суочи са Хедер, која признаје превару, али захтева да јој не сметају. Она тврди да је сакрила дршку којом је убила Џимија, прекривену Ајзаковим отисцима прстију након што ју је додирнуо на светионику. Изван болнице, полицијски детектив Хагинс испитује Ајзака, за кога сумња да је убио мужа своје љубавнице у замену за пресецање Џимијеве полисе осигурања. Ајзак се враћа у менталну болницу и каже Хедер да је пријавио њен злочин двојици помоћника окружног тужиоца који желе да је интервјуишу. Она га подсећа на немогућност двоструког кажњавања за исти злочин по Петом амандману на Устав САД и пристаје на истрагу.
На комисији, Хедер оптужује Ајзака да је убио њеног мужа. На њен захтев, Дајан јој се придружује, али не доноси дршку коју је Хедер планирала да преда као доказ Ајзакове кривице. Хедер виче на своју сестру и још више губи живце када открије да су истражитељи болнички психијатри, а не тужиоци као што је Ајзак рекао. Нешто касније, Ајзак упознаје Дајану, која је променила фризуру да изгледа као Хедер. Она га уверава да је бацила инкриминишућу дршку у залив, али Ајзак јој не верује. Мајк унајмљује Пепеа Карера, бившег клијента, да прати Дајану док она посећује своју сестру.
Иако Хедер жели да Дајана преда дршку детективу Хагинсу, Дајана је превише нервозна да би то урадила. Хедер је тера да се пресвуче у купатилу како би побегла из болнице у лику своје сестре, док сама Дајана остаје у затвору. Пепе прати Хедер и покушава да јој одузме дршку, али му она пуца у груди. Она зове Хагинса и договара се да се нађу на пристаништу. Ајзак сустиже Пепеа док га одвозе колима хитне помоћи, а затим јури ка пристаништу баш када Хедер додаје дршку Хагинсу. Ајзак успева да зграби дршку, чинећи његове старе отиске бескорисним за истрагу. Хедер узима два таоца на нишан и тера Хагинса да се одвезе са пристаништа.
Почиње да пада киша и њихов ауто пада у океан. Ајзак бежи из аутомобила који тоне, а Хедер га прати до напуштеног светионика у близини. Док она јури Ајзака до балкона, он закључује да је заправо Хедер, а не Дајана, коју је силовао њен отац и она га је сигурно запалила. Део балкона се ломи, због чега је Ајзак пао. У том тренутку се појављује Хагинс. Хедер упери пиштољ у њега, али Ајзак испружи руку са балкона и повуче је преко ивице. Она пада на леђа и Ајзак се пење унутра. Дајани се суди као Хедерином саучеснику, али је ослобођена. 

## Улоге
| Глумац           | Улога                         |
| ---------------- | ----------------------------- |
| Ричард Гир       | др Ајзак Бар                  |
| Ким Бејсингер    | Хедер Еванс                   |
| Ума Терман       | Дијана Бејлор                 |
| Ерик Робертс     | Џими Еванс                    |
| Пол Гилфојл      | Мајк О`Брајен                 |
| Кит Дејвид       | детектив Хагинс               |
| Роберт Харпер    | др Алан Лоуентал              |
| Агустин Родригез | Пепе Кареро                   |
| Харис Јулин      | Тајлер                        |
| Рита Зохар       | др Грасин                     |
| Џорџ Мердок      | судија Кастело                |
| Ширли Престија   | окружни тужилац Кофман        |
| Тони Џенеро      | Хектор                        |
| Катрин Кортез    | жена-говорник                 |
| Вуд Мој          | др Ли                         |
| Кори Фишер       | доктор форензичар             |
| Џек Ширер        | доктор, саветник за осигурање |
| Ли Ентони        | судија                        |
| Дерек Александер | возач хитне помоћи            |
| Абигејл Ван Алин | сестра у ноћној смени         |

## Зарада
- Зарада у САД - 28.590.665 $